# Santiago Yeche
Santiago Yeche es una localidad del Estado de México, localizada en la zona noroeste del estado en el municipio de Jocotitlán.
Santiago Yeche se encuentra localizado en las coordenadas 19°42′14″N 99°42′21″O / 19.70389, -99.70583 y a una altitud de 2 696 metros sobre el nivel del mar, se encuentra en el extremo este del municipio de Jocotitlán a una distancia aproximada de 10 kilómetros de la cabecera municipal, Jocotitlán. Su principal vía de comunicación es la carretera estatal que lo une a la cabecera municipal y a pocos kilómetros de ella con la Autopista Toluca-Atlacomulco.
Su principal festividad es el día 25 de julio en la cual los habitantes del poblado festejan un año más de la fundación de ese lugar y de sus santo patrono "Santiago Apóstol" celebrando el 24 las vísperas con juegos mecánicos,  donde hay antojitos típicos como barbacoa de borrego pan de plaza dulces regionales pulque elotes ezquites panbazos, y sus frutas de temporada como los capulines y las ciruelas, animando el ambiente con cohetes todo el día, al llegar la media noche lanzan fuegos artificiales, toritos, canastas al aire, y suenan las campanas. Al amanecer el 25 las familias se reúnen para compartir sus alimentos principalmente la barbacoa con tortillas azules y platicar sus anécdotas de cada quien,y después asistir al culto religioso y convivir con la gente que va de fuera de lugares como D.F. Toluca y aún lugares más alejados como Torreón Coahuila.
De acuerdo al Censo de Población y Vivienda de 2010 realizado por el Instituto Nacional de Estadística y Geografía, Santiago Yache tiene una totalidad de 2 111 habitantes, de los que 1 003 son hombres y 1 108 mujeres. El 31 de mayo de 2011 la población sufrió un inédito tornado que destruyó algunas edificaciones y causó perdidas de ganado avícola principalmente.
Santiago Yeche, proviene del Mazahua "Yecha" que significa "familia de diez", esto, debido a los diez barrios que componen la comunidad:
1.-San Jose Boqui
2.-La Luz
3.-Engaseme
4.-Huemetla
5.-Endavati
6.-Tula
7.-Boyecha
8.-Meje
9.-El Lindero
10.-Las fuentes 
Siendo este último, el que provee del vital líquido a las comunidades aledañas, debido a la escasez de agua en algunas temporadas del año.